# Can Marquic i Ca l'Espanyol
Can Marquic i Ca l'Espanyol són un conjunt d'edificis de Taradell (Osona) protegits com a Bé Cultural d'Interès Local.

## Descripció
Situat al sector est del barri de la Vila, molt proper a l'Ajuntament, centre del municipi. Edifici cantoner integrat per un conjunt de tres cases de secció rectangular. Consta de planta baixa i primer pis i té la coberta a dos vessants amb el carener paral·lel a la façana principal. El parament és de carreus de diferents mides, poc escairats i disposats de manera irregular.

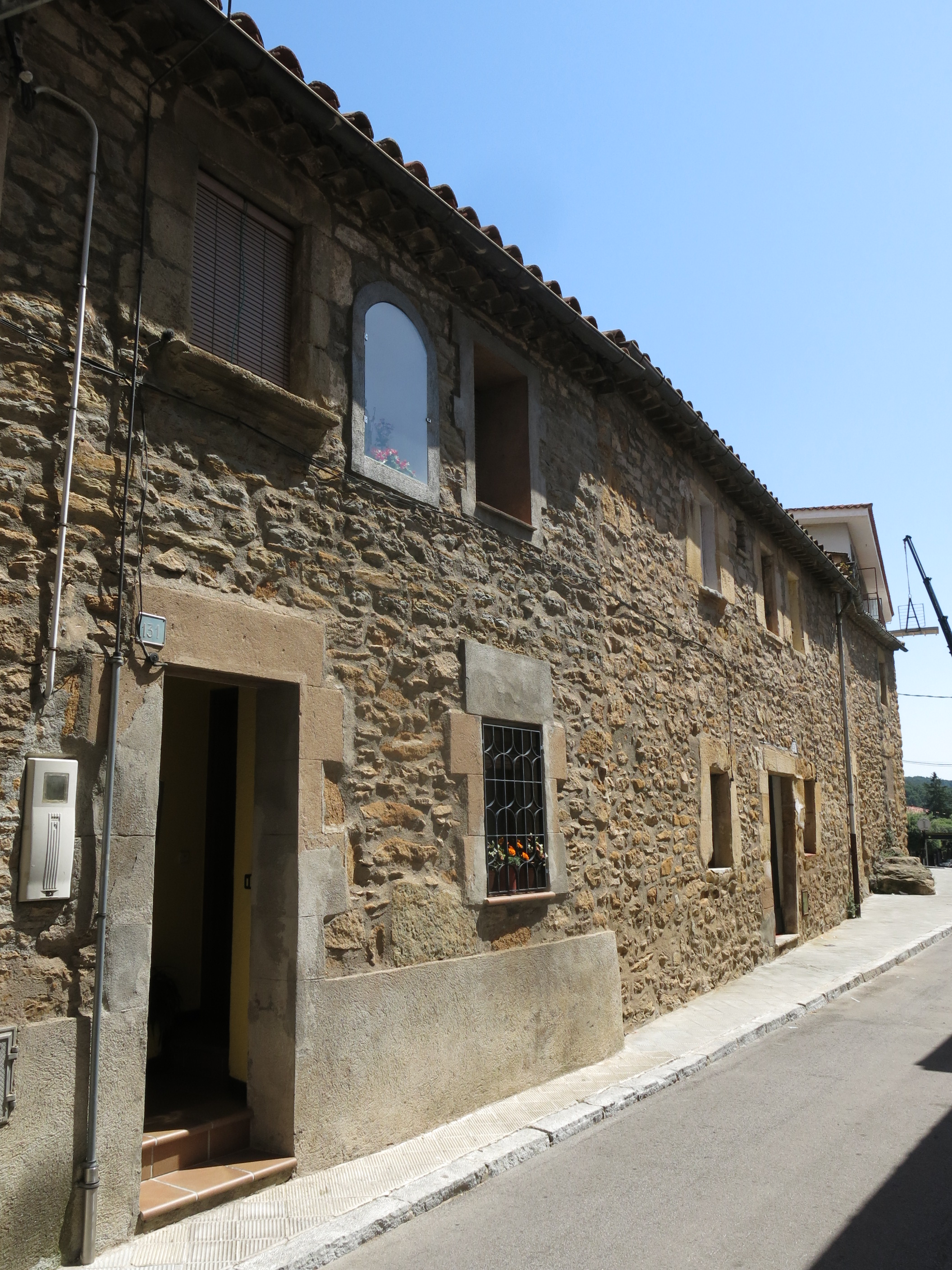
Can Marquic i Ca l'Espanyol

El conjunt presenta tres portals d'arc pla corresponent així a cadascun dels volums. Un, és de dimensions més reduïdes i es troba a l'extrem de la paret mitgera, els altres, en canvi, són més grans i més cèntrics -un d'ells amb l'obertura cegada. La resta d'obertures, també d'arc pla, són finestres i estan disposades seguint de dos a tres eixos de simetria, en funció del volum que ocupen. En tots els casos, l'emmarcament està realitzat amb pedra carejada i en algunes llindes hi ha creus llatines i inscripcions.
La zona de la finca que està situada entre el carrer de la Vila i el carrer de l'Esquís, té la majoria d'obertures cegades i algunes, tapiades per complet. A la façana posterior, d'aquest tram, s'hi obre una porta cotxera. Com a element característic del conjunt, al primer pis de la façana principal, situada al carrer de la Vila, inici de la parcel·la, hi ha una fornícula, flanquejada per dues finestres, amb la imatge de Sant Joan Baptista.